# Glaucofaan

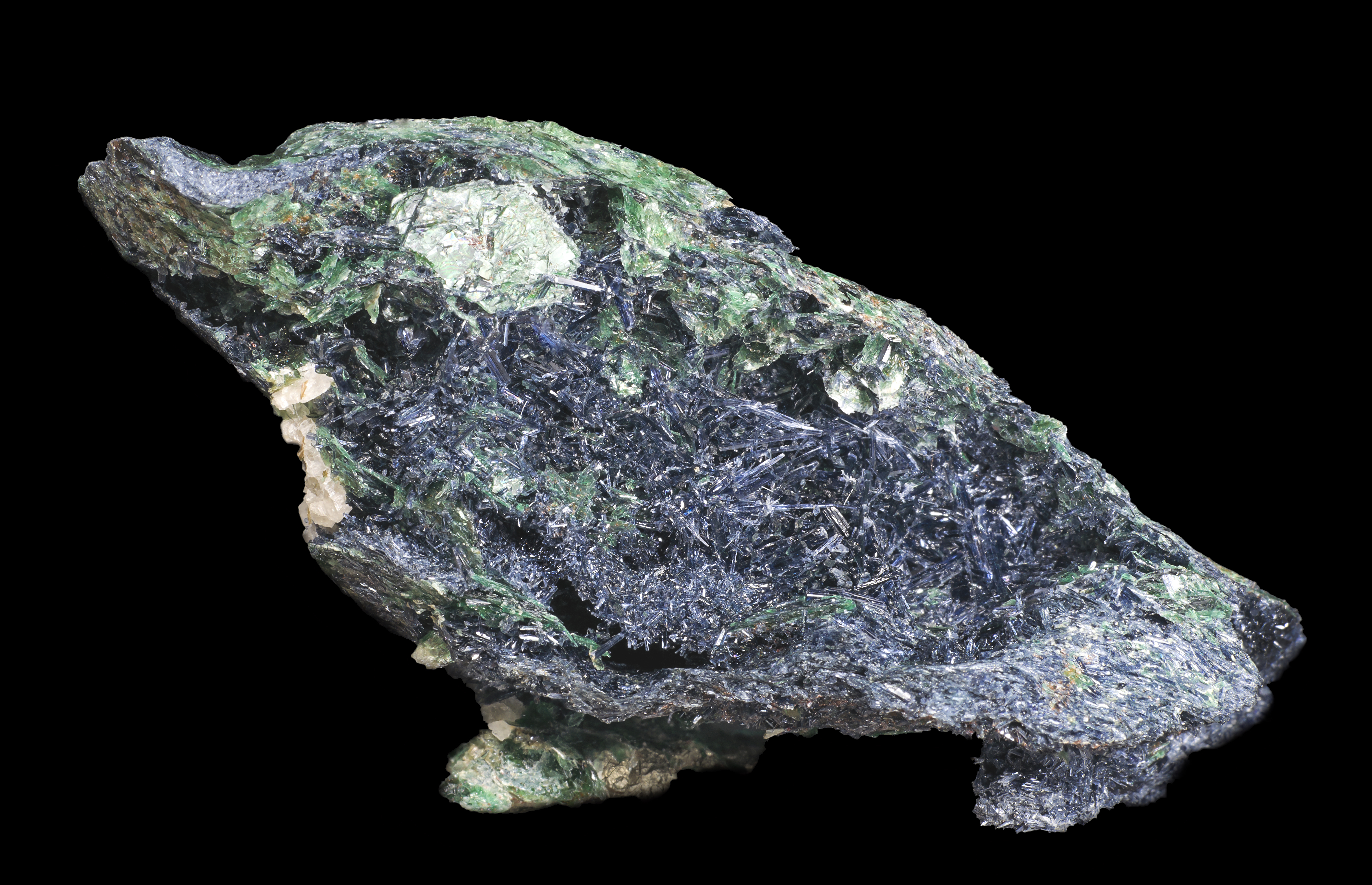
Glaucofaan

Het mineraal glaucofaan is een natrium-magnesium-aluminium-inosilicaat met de chemische formule Na2Mg3Al2(Si8O22)(OH)2. Het behoort tot de amfibolen.

## Eigenschappen
Het doorschijnende grijze, blauwe of blauwzwarte glaucofaan heeft een grijsblauwe streepkleur, een glas- tot parelglans en een goede splijting volgens de kristalvlakken [110] en [001]. De gemiddelde dichtheid is 3,07 en de hardheid is 6 tot 6,5. Het kristalstelsel is monoklien en het mineraal is niet radioactief.

## Naam
De naam van het mineraal glaucofaan is afgeleid van Oudgrieks γλαυκός (glaukos), "blauw" en φαίνειν (phainein), "lijken", "schijnen".

## Voorkomen
Glaucofaan is een zeer algemeen mineraal in magmatische en metamorfe gesteenten. Het is een van de meest voorkomende amfibolen en een indicatief mineraal voor de metamorfe blauwschist-facies.